# Nearctopsylla hamata
Nearctopsylla hamata är en loppart som beskrevs av Holland et Jameson 1950. Nearctopsylla hamata ingår i släktet Nearctopsylla och familjen mullvadsloppor. Inga underarter finns listade i Catalogue of Life.